# 홍방
홍방(베트남어: Hồng Bàng) 또는 반랑(Văn Lang), 락(Lạc)은 베트남 최초의 국가이다. 건국설화에 의하면 기원전 2879년에 훙브엉(Hùng Vương) 황제가 세웠다고 하며 기원전 258년까지 베트남을 지배하였다.

## 건국 설화
《영남척괴(嶺南拓怪)》에 따르면, 중국 신화의 염제(炎帝) 신농(神農)씨의 3대 후손인 데민(帝明, 제명)은 아들인 데응이(帝宜, 제의)를 낳고, 남방 순행 중 우링에 이르러 부 띠엔이라는 여인과 결혼하여 아들 록뚝(祿續, 녹속)을 낳는다. 데 민은 데 응이에게 왕위를 물려주고 북방을 다스리게 하는 한편, 록 뚝으로 하여금 남방의 씩꾸이국(赤鬼國, 적귀국)을 다스리게 한다. 
록뚝은 동딘꾸언의 딸 턴 롱과 결혼하여 락롱꾸언(베트남어: Lạc Long Quân / 貉龍君(낙룡군) ❲용(龍)의 우두머리❳)을 낳는다. 한편 북쪽의 데 응이의 아들 데 라이에게는 어우 꺼(Âu Cơ)라는 아내가 있었는데, 락 룽 꿘이 어우 꺼를 유인하여 딴 비엔산으로 데리고 가서 커다란 알을 낳는다. 알에서는 100명의 아들이 태어났는데, 락롱꾸언과 어우 꺼가 50명씩 데리고 각각 바다와 산으로 간다. 산으로 간 50명 중 가장 강한 자가 훙브엉으로 봉해지고 기원전 2879년 나라 이름을 《반랑》(베트남어: Văn Lang / 文郎, 문랑)이라고 하여 세운다. 이러한 내용은 《대월사기전서(大越史記全書)》에도 나타난다.

## 초기의 역사
고대 홍강 하류의 삼각주 지역에 베트남인들은, 강력한 지도자인 훙 브엉의 아래 연합하여 반랑국을 건국한다. 초대 훙 브엉은 백성들에게 쌀 경작의 방법을 전파하여 오늘날까지 문명의 시조로 추앙받는다. 반랑국은 퐁 쩌우(베트남어: Phong Châu)에 수도를 두었으며 현재의 푸토(Phu Tho)을 중심으로 그 영토가 어디까지 이르렀는지 명확치 않으나, 씩꾸이(베트남어: Xích Quỷ)국의 영토보다는 넓었으리라는 점에서 북으로는 중국의 광동, 광서 지방까지는 못미치고 남으로는 현 중부 베트남 이북으로 추정된다.

## 경제
반랑의 경제는 주로 쌀 경작 중심의 경제였으며, 산림업과 수렵 그리고 채집, 축산업, 수산업, 낙농업, 염전, 양봉, 땅꾼  등을 병행하였다. 특히, 청동 주조 기술은 고도로 발달하였다. 가장 유명한 유물은 동선 청동북으로 이것에 집과 옷, 문화, 관습 그리고 홍방 왕조 시대의 문화 활동 등을 조각하였다.  

### 동선 문화
기원전 2800년 경 논농사와 청동 주조 기술이 마강과 홍 강 평야 유역에서 개발되었으며, 이것은 동선 문화로의 발전을 이끌었다. 이 문화는 정교한 청동 북으로 유명하였다. 청동제 무기와 도구, 청동제 수제품, 동선 청동북 유적지는 청동 주조 기술이 자생되었다는 것을 알려주는 동남 아시아의 영향력을 보여주는 것이다. 북베트남에서는 많은 고대의 구리 광산이 발견되었다.

## 멸망
훙브엉을 이어 왕위에 오른건 그의 아들이었으며, 이후 왕위는 세습된다.(이들은 모두 훙 브엉이라고 불린다.) 기원전 257년 홍방 왕조의 마지막 훙브엉인 훙주에브엉(Hùng Duệ Vương)에게 패배하여 왕조가 몰락한다. 이 시기에 수많은 전쟁들이 있었던 것으로 보인다. 18 훙브엉의 이름이 현재 전해진다.

## 역대 훙브엉
| 대수 | 왕호                                                 | 휘                            | 재위 기간                    |
| ---- | ---------------------------------------------------- | ----------------------------- | ---------------------------- |
| 1    | 낀즈엉브엉(Kinh Dương Vương)                         | 록뚝(Lộc Tục)                 | 기원전 2879년- 기원전 2839년 |
| 2    | 훙히엔브엉(Hùng Hiển Vương) 락롱꾸언(Lạc Long Quân)  | 숭람(Sùng Lãm)                | 기원전 2839년- 기원전 2439년 |
| 3    | 훙꾸옥브엉(Hùng Quốc Vương) 훙런브엉(Hùng Lân vương) | 런랑(Lân Lang)                | 기원전 2439년- 기원전 2218년 |
| 4    | 훙지엡브엉(Hùng Diệp Vương)                          | 바올랑(Bảo Lang)              | 기원전 2218년- 기원전 1918년 |
| 5    | 훙히브엉(Hùng Hy Vương)                              | 비엔랑(Viên Lang)             | 기원전 1918년- 기원전 1718년 |
| 6    | 훙후이브엉(Hùng Huy Vương)                           | 팝하일랑(Pháp Hải Lang)       | 기원전 1718년- 기원전 1631년 |
| 7    | 훙찌에우브엉(Hùng Chiêu Vương)                       | 랑리에울랑(Lang Liêu Lang)    | 기원전 1631년- 기원전 1431년 |
| 8    | 훙비브엉(Hùng Vi Vương)                              | 트어번랑(Thừa Vân Lang)       | 기원전 1431년- 기원전 1331년 |
| 9    | 훙딘브엉(Hùng Định Vương)                            | 꾸언랑(Quân Lang)             | 기원전 1331년- 기원전 1251년 |
| 10   | 훙응이브엉(Hùng Nghi Vương)                          | 홍하일랑(Hùng Hải Lang)       | 기원전 1251년- 기원전 1161년 |
| 11   | 훙찐브엉(Hùng Trinh Vương)                           | 훙득랑(Hưng Đức Lang)         | 기원전 1161년- 기원전 1054년 |
| 12   | 훙부브엉(Hùng Vũ Vương)                              | 득히엔랑(Đức Hiền Lang)       | 기원전 1054년- 기원전 958년  |
| 13   | 훙비엣브엉(Hùng Việt Vương)                          | 뚜언랑(Tuấn Lang)             | 기원전 958년- 기원전 853년   |
| 14   | 훙아인브엉(Hùng Anh Vương)                           | 쩐년랑(Chân Nhân Lang)        | 기원전 853년- 기원전 754년   |
| 15   | 훙찌에우브엉(Hùng Triệu Vương)                       | 까인찌에울랑(Cảnh Chiêu Lang) | 기원전 754년- 기원전 660년   |
| 16   | 훙따오브엉(Hùng Tạo Vương)                           | 득꾸언랑(Đức Quân Lang)       | 기원전 660년- 기원전 568년   |
| 17   | 훙응이브엉(Hùng Nghi Vương)                          | 바오꽝랑(Bảo Quang Lang)      | 기원전 568년- 기원전 408년   |
| 18   | 훙주에브엉(Hùng Duệ Vương)                           | 후엘랑(Huệ Lang)              | 기원전 408년- 기원전 258년   |

## 구역
- 비엣트엉(Việt Thường)
- 저오찌(Giao Chỉ)
- 쭈지엔(Chu Diên)
- 부닌(Vũ Ninh)
- 푹록(Phúc Lộc)
- 닌하이(Ninh Hải)
- 즈엉뜨옌(Dương Tuyền)
- 록하이(Lục Hải)
- 호아이호안 (Hoài Hoan)
- 끄우쩐(Cửu Chân)
- 녓남(Nhật Nam)
- 쩐딘(Chân Định)
- 반랑(Văn Lang)
- 꾸엘럼(Quế Lâm)
- 뜨엉꾸언(Tượng Quận)

### 월사략
- 저오찌(Giao Chỉ)
- 비엣트엉(Việt Thường)
- 부닌(Vũ Ninh)
- 꾸언닌(Tượng Quận)
- 저닌(Gia Ninh)
- 닌하이(Ninh Hải)
- 록하이(Lục Hải)
- 탕뜨옌(Thang Tuyền)
- 떤쓰엉(Tân Xương)
- 빈반(Bình Văn)
- 반랑(Văn Lang)
- 끄우쩐(Cửu Chân)
- 녓남(Nhật Nam)
- 호아이호안 (Hoài Hoan)
- 끄우득 (Cửu Đức)

### 대월사기전서
- 저오찌(Giao Chỉ)
- 쭈지엔(Chu Diên)
- 부닌(Vũ Ninh)
- 푹록(Phúc Lộc)
- 비엣트엉(Việt Thường)
- 닌하이(Ninh Hải)
- 즈엉뜨옌(Dương Tuyền)
- 록하이(Lục Hải)
- 부딘(Vũ Định)
- 호아이호안 (Hoài Hoan)
- 끄우쩐(Cửu Chân)
- 빈반(Bình Văn)
- 떤흥(Tân Hưng)
- 끄우득 (Cửu Đức)
- 반랑(Văn Lang)

## 같이 보기
- 월남사략